# J'ai même rencontré des Tziganes heureux
Pour plus de détails, voir Fiche technique et Distribution.
J'ai même rencontré des Tziganes heureux (Skupljači perja, mot-à-mot Cueilleurs de duvet [plumes de duvet]) est un film yougoslave réalisé par Aleksandar Petrović, sorti en 1967, dont les personnages principaux sont incarnés par Gordana Jovanović et Bekim Fehmiu.

## Synopsis
Bora le Tzigane est marié à une femme plus âgée, mais il tombe amoureux de la jeune Tissa. Malheureusement, son père la donne en mariage à un jeune Gitan. Si ce mariage arrangé est conforme à la coutume tzigane, Tissa n'en rejette pas moins son mari, arguant qu'il n'est pas en mesure de l'honorer. Bora se joint à elle et ils obtiennent d'un moine des montagnes qu'il les marie. Dans l'impossibilité de retourner au camp tzigane, Tissa essaie d'atteindre Belgrade par ses propres moyens. Des routiers la violent, ce qui l'oblige à retourner vivre au sein de sa tribu mais dans le déshonneur et la misère. De son côté, Bora défend son honneur dans un duel au couteau et il tue son adversaire. Il doit par conséquent lui aussi quitter la tribu. Mais le film nous montrera « des Tziganes heureux »...
« Dans leur vie la réalité est liée à la fantaisie – ce sont des hommes libres… “J’ai même rencontré des Tziganes heureux” est le premier film dans lequel les Tziganes parlent leur langue. La plus grande partie des rôles est interprétée par de vrais Tziganes – ils ne jouent pas dans ce film, c’est leur film. Ils jouent, pour ainsi dire leur propre destinée. » Aleksandar Petrović

## Fiche technique
- Titre : J'ai même rencontré des Tziganes heureux
- Titre original : Skupljači perja
- Titre anglais : I Even Met Happy Gypsies
- Réalisation, scénario et choix de la musique : Aleksandar Petrović
- Directeur de la photographie : Tomislav Pinter (hr)
- Montage : Mirjana Mitić
- Décors : Veljko Despotović
- Costumes : Maja Galasso
- Pays de production : Yougoslavie
- Société de production : Avala Film (Belgrade)
- Format : Couleurs (Eastmancolor) - Mono
- Genre : Drame
- Durée : 94 minutes
- Date de sortie : 1967

## Distribution
- Bekim Fehmiu : Bora
- Olivera Vučo : Lence
- Velimir Bata Živojinović : Mirta
- Gordana Jovanović : Tissa
- Mija Aleksić : oncle Paul

## Distinctions

### Récompenses
- Festival de Cannes 1967 : Grand prix
- Prix FIPRESCI de la Critique internationale du Festival de Cannes 1967
- Grand Prix Arène d'Or du meilleur film au XIVe Festival du film de Pula 1967
- Grand Prix Arène d'Or de la mise en scène au XIVe Festival du film de Pula 1967
- Grand Prix Arène d'Or du meilleur acteur  Velimir Bata Živojinović au XIVe Festival du film de Pula 1967

### Nominations
- Oscars 1968 : Oscar du meilleur film étranger
- Golden Globes 1969 : Golden Globe du meilleur film étranger
- 1968 : Meilleur film étranger pour la Foreign Press Association